# Naturschutzgebiet Deilbachtal
Das Naturschutzgebiet Deilbachtal liegt im Stadtgebiet der kreisfreien Stadt Wuppertal – nördlich des Ortsteils Dönberg.

## Beschreibung
Das ca. 60 ha große Naturschutzgebiet steht seit 2005 unter Schutz und trägt die Kennnummer W-018. Nördlich grenzt auf der linken Deilbachseite das Naturschutzgebiet Deilbachtal (Velbert) und auf der rechten Bachseite das Naturschutzgebiet Deilbachtal (Ennepe-Ruhr-Kreis) an, wodurch sich die Naturschutzfläche auf ca. 154 ha summiert.
Laut Fachinformationssystem des Landesamtes für Natur, Umwelt und Verbraucherschutz umfasst das Gebiet

„den naturnahen Deilbach und die hierhin von Westen her entwässernden Bachtäler auf Wuppertaler Gebiet. Das Gebiet zeichnet sich v. a. als eine grünlandreiche, aber strukturreiche Kulturlandschaft aus. Der im Osten gelegene Deilbach fließt in einem leicht gewundenen Sohlental und wird durchgehend von naturnahen Ufergehölzen begleitet. Der hohe biotoptypische Strukturreichtum und ergänzende Kleingewässer in der Talaue machen den Bach zu einem wichtigen Lebensraum für eine artenreiche bachtypische Fauna. Der Bach bildet über weite Strecken die Kreisgrenze und somit auch die Gebietsgrenze. Die Talsohle wird ansonsten von frischem bis feuchtem Grünland eingenommen, das meist als Mähweide genutzt wird. Die Talräume der Nebenbäche werden meist beweidet (überwiegend Pferde), wobei noch ein mäßig hoher Anteil an Magergrünland erhalten ist. Teilweise ist es brachgefallen und in Hochstaudenfluren übergegangen. Besonders nasse Bereiche finden sich an der Einmündung der Nebenbäche. Die Hangkanten werden von diversen Feldgehölzen mit Buchendominanz und breiten Baumhecken gesäumt, südlich Wollbruchsmühle wurde auch ein Teil eines Buchenwaldes einbezogen. Die naturschutzfachliche Bedeutung des Gebietes besteht v.a. im Vorhandensein naturnaher Fließgewässerbiotope mit Bedeutung für eine gefährdete Fisch- und Vogelfauna und einem wertvollen Grünlandmosaik auf Mager- und Feuchtstandorten. Besonders Erhaltenswert ist dabei ein kleiner, noch erhaltener Borstgrasrasenrest westl. Wollbruchsmühle. Die noch flächig gegebene Grünlandausstattung macht das Gebiet wertvoll für gefährdete Tierarten des Grünlandes und der strukturreichen Kulturlandschaft. Die Bachtäler stellen Vernetzungsräume und wichtige Trittsteinbiotope in einem regional bedeutsamen Biotopverbund. Die vorrangigen Maßnahmen sollten sich auf die Optimierung der vorhandenen Gewässerbiotope und der meist als an Arten verarmt eingestuften Grünlandlebensräume beziehen.“

Im Naturschutzgebiet wurden zahlreiche seltene und besonders schützenswerte Pflanzen- und Tierarten entdeckt. Bei den Tierarten ist das auf Wuppertaler Gebiet größte Vorkommen der Groppe (Cottus gobio) herausragend, deren Schutz auch  überregionale Bedeutung besitzt. Zudem ist das Vorkommen von  Bachforelle, Eisvogel, Grasfrosch, Waldkauz und Feldhase bemerkenswert. Von den heimischen Pflanzenarten seien hervorgehoben: Kuckucks-Lichtnelke (Lychnis flos-cuculi), Sumpf-Dotterblume (Caltha palustris), Sumpf-Schwertlilie (Iris pseudacorus), Sumpf-Schafgarbe (Achillea ptarmica), Schwimmendes Laichkraut (Potamogeton natans), Großes Windröschen (Anemone sylvestris) und Teufelsabbiss (Succisa pratensis).

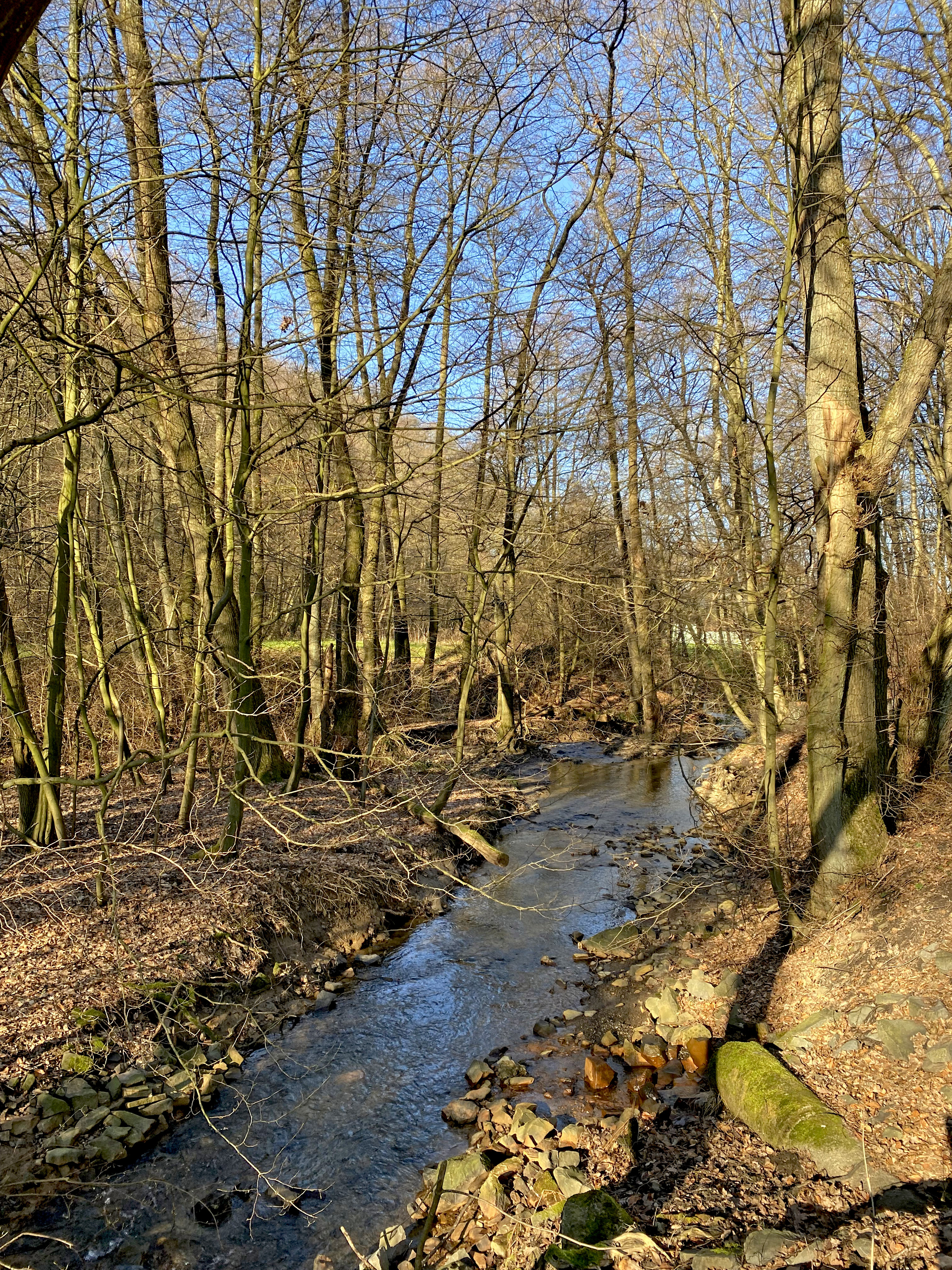
Deilbach am Dunkerweg
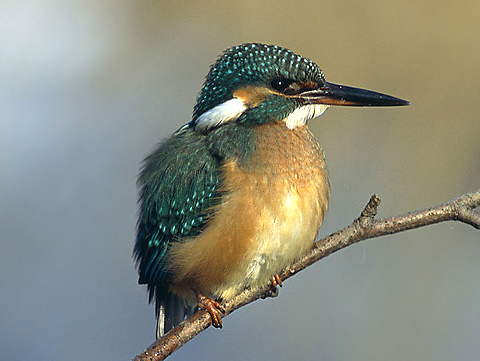
Deilbach – Jagdrevier für den Eisvogel
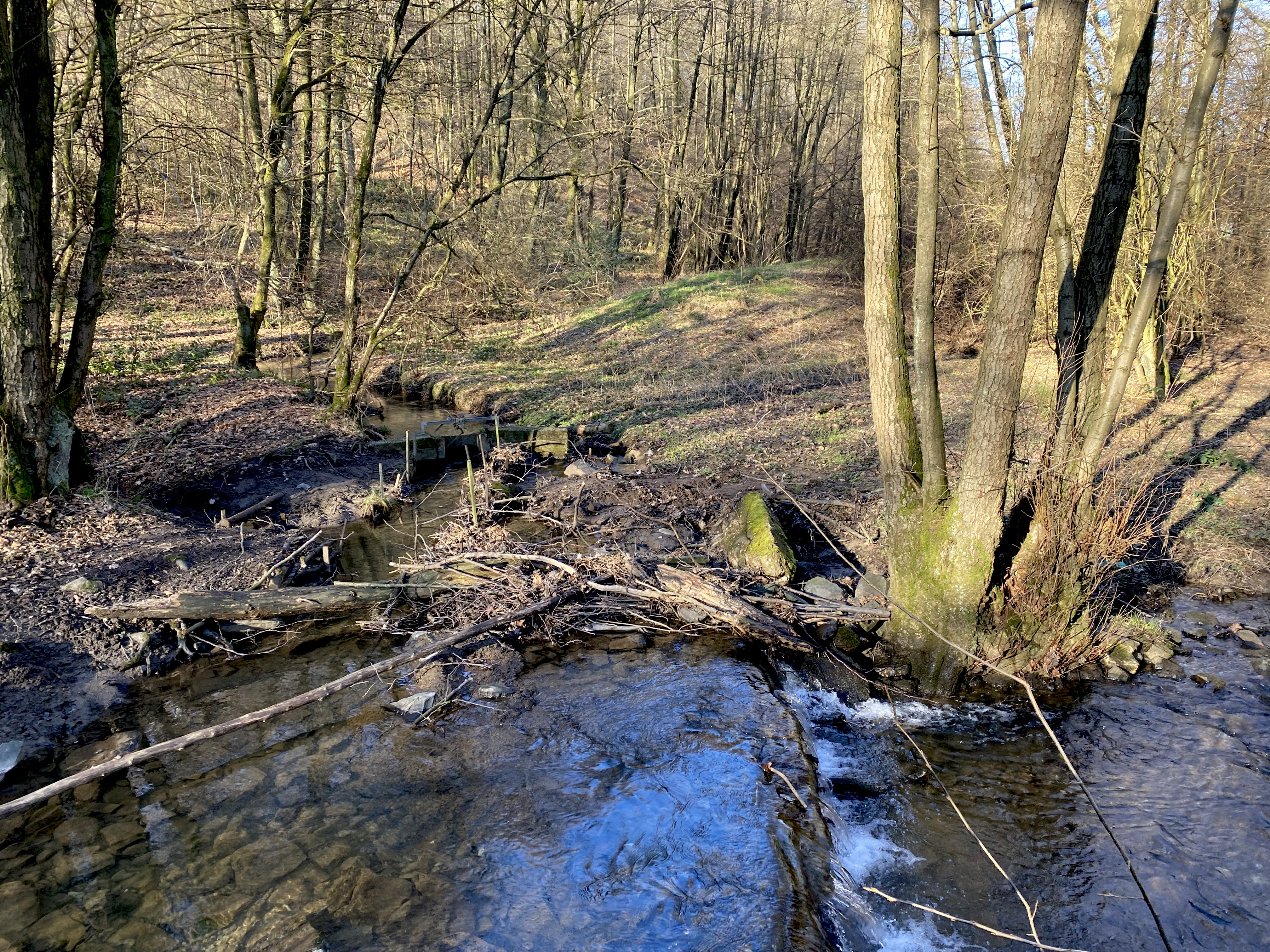
Abzweig Obergraben Wollbruchsmühle
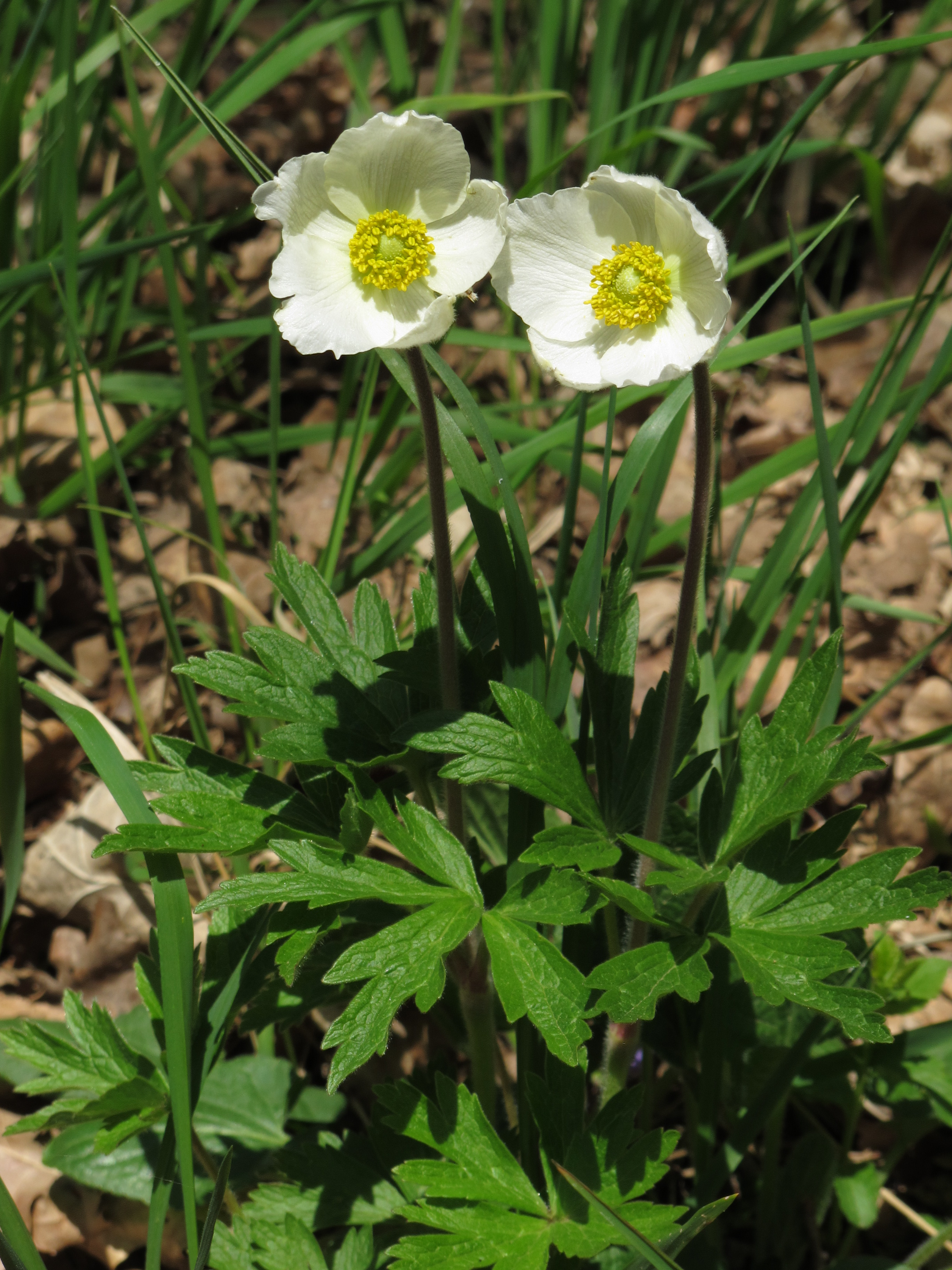
Großes Windröschen wächst im NSG
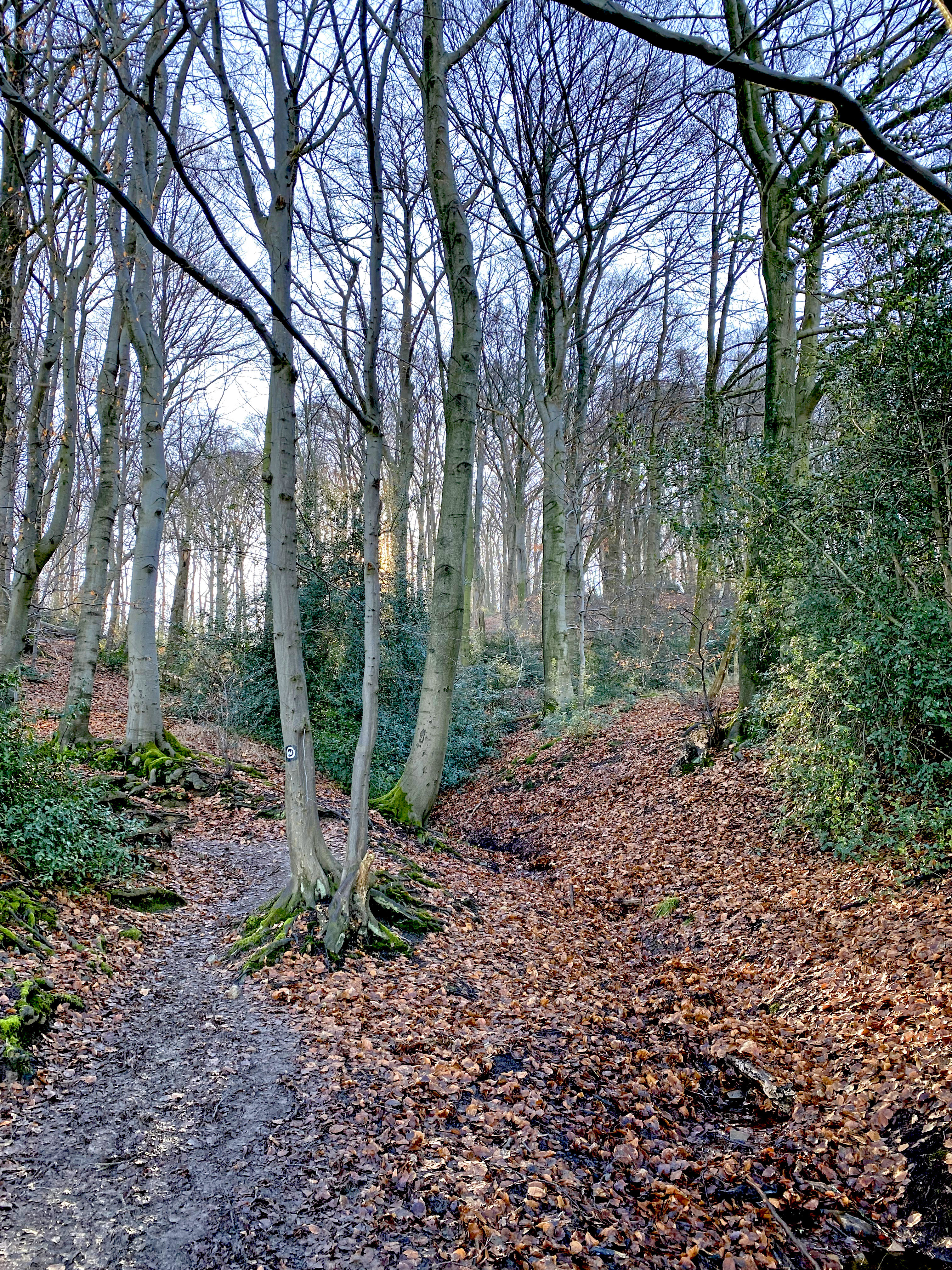
Siefen vorm Dönberg entspringt im  Buchenwald westl. Wollbruchsmühle
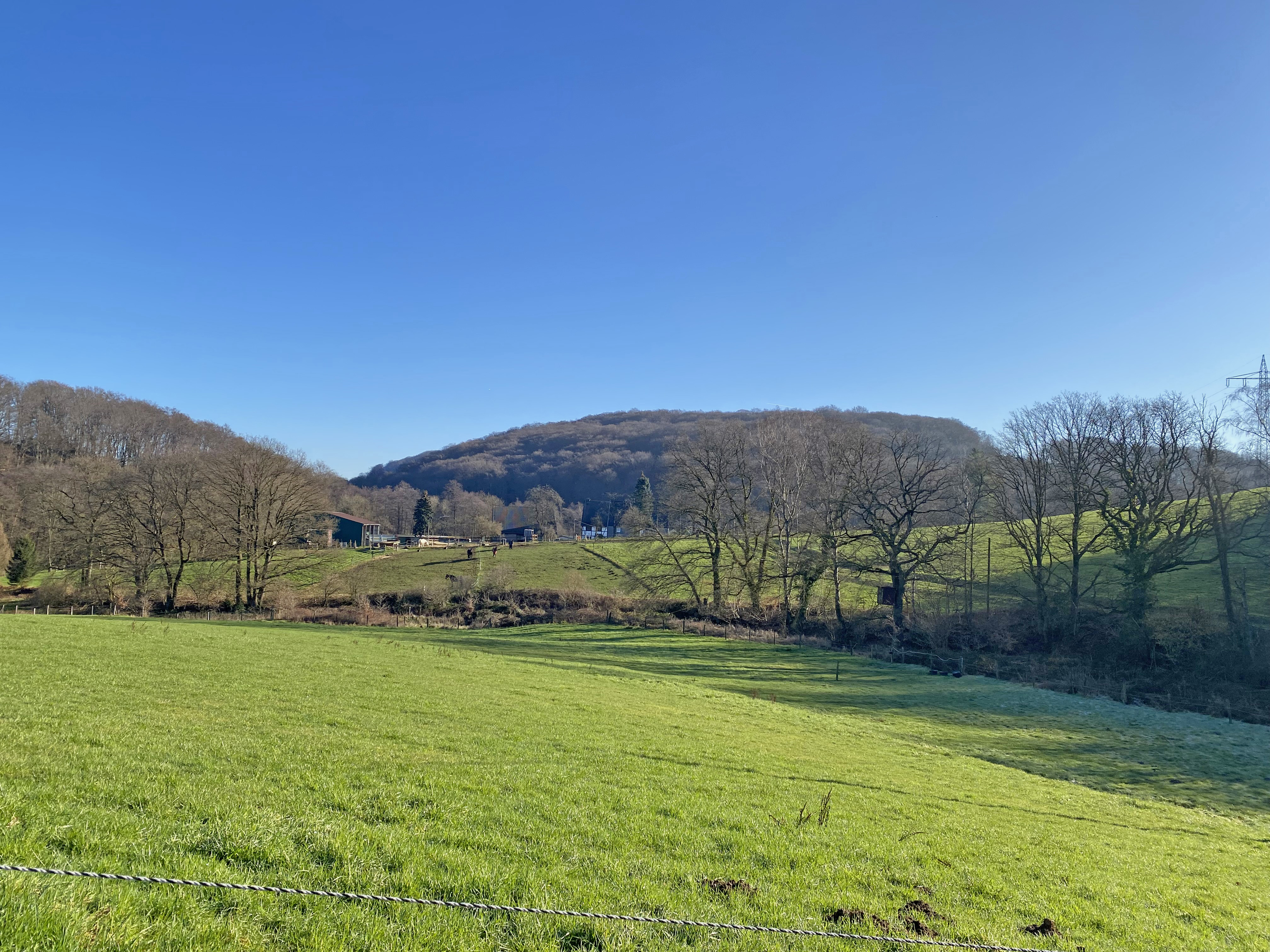
Winterberger Bach (vom rechten Bildrand kommend)  fließt zum Deilbach (im Hintergrund)
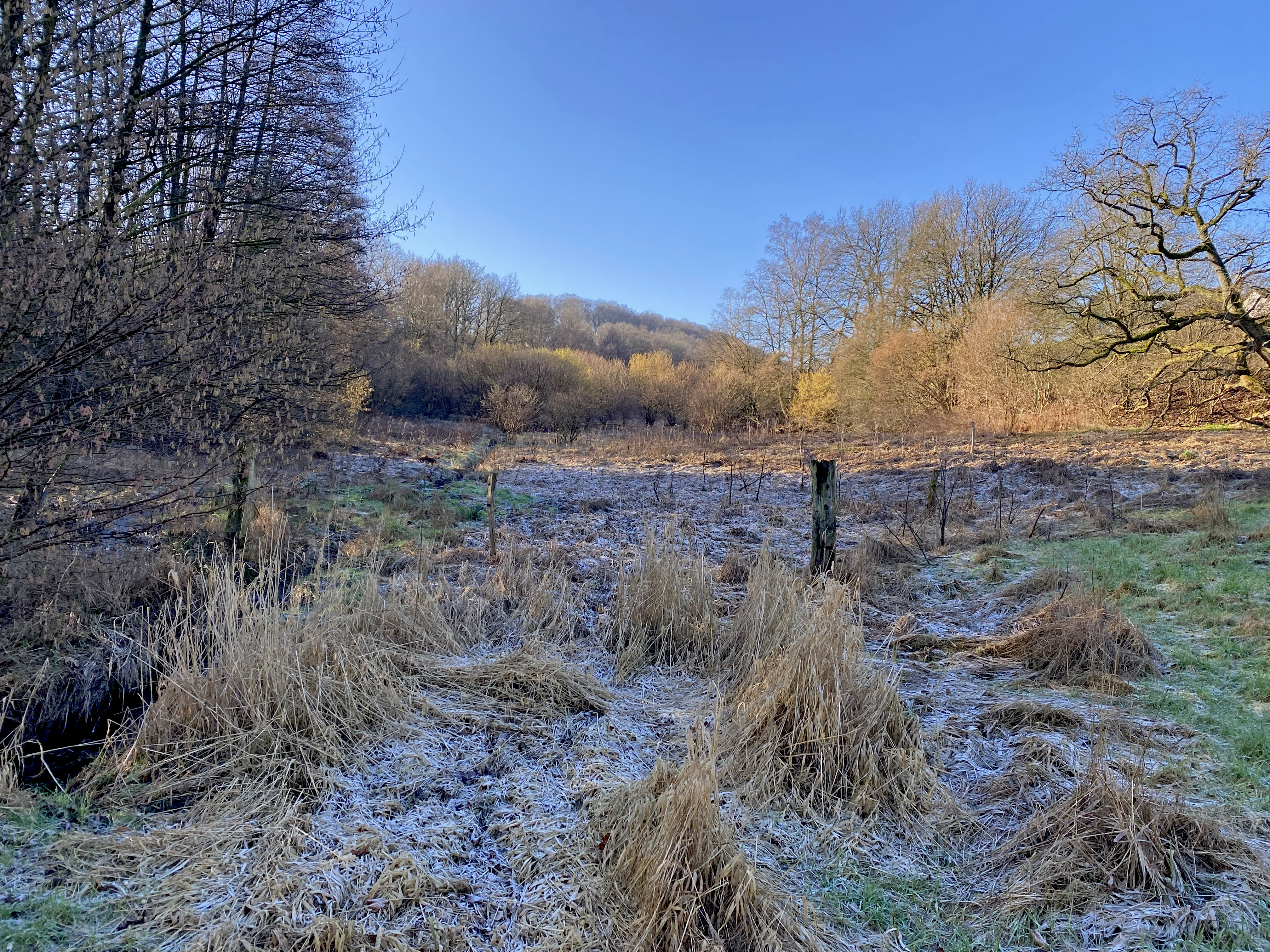
Brüggenbachtal
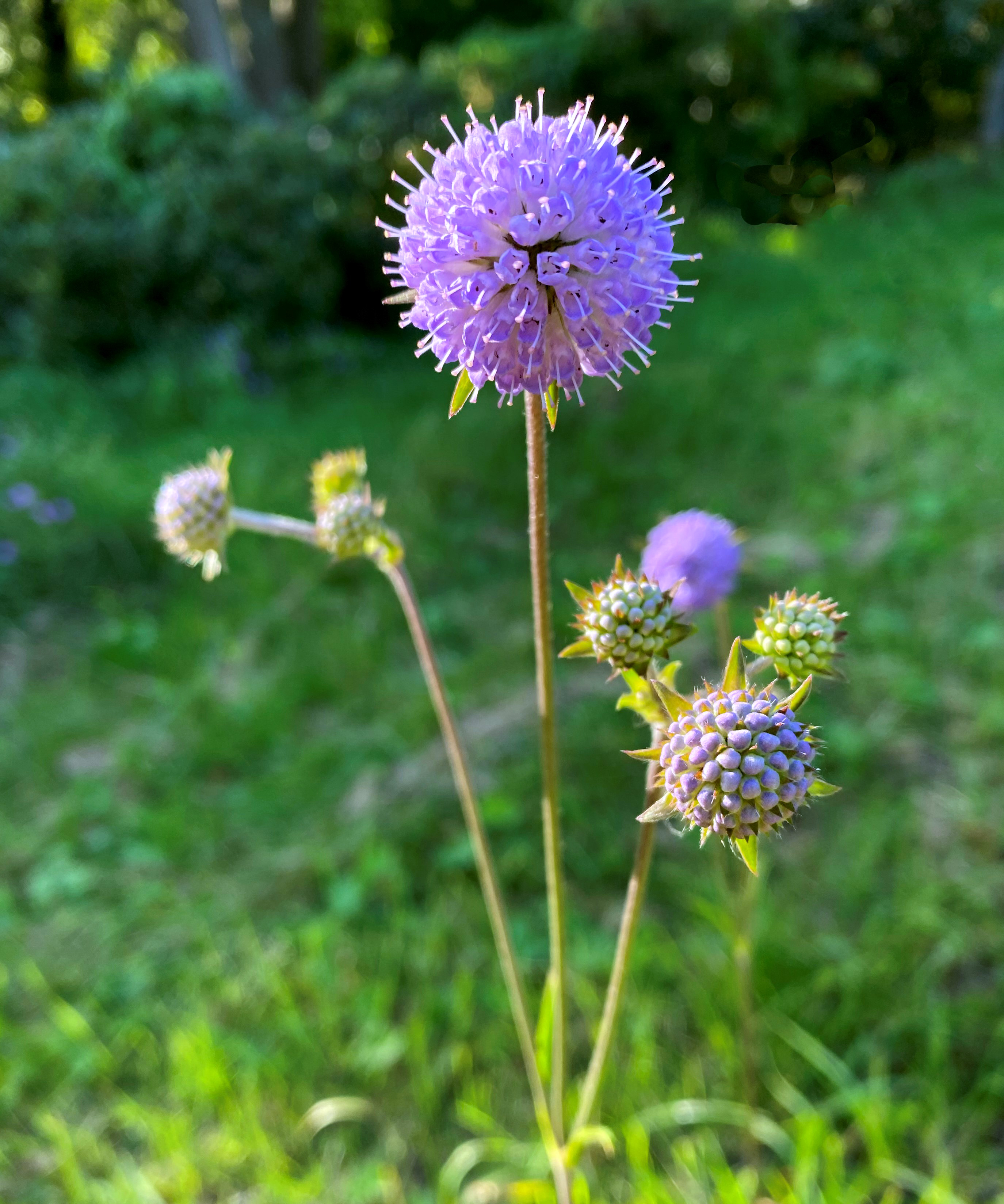
Teufelsabbiss – selten aber heimisch im NSG
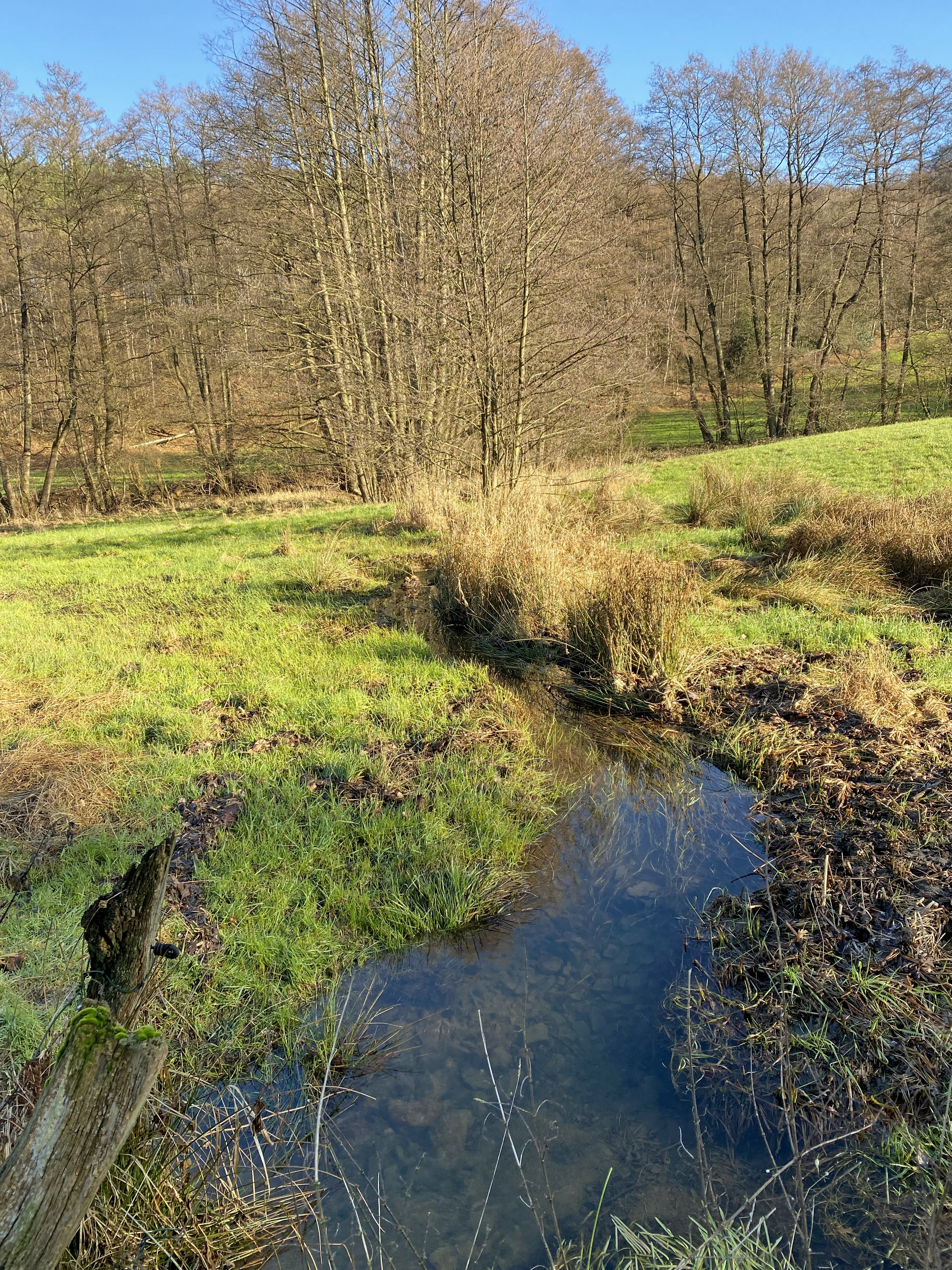
Vernässungsstelle des Brüggenbach – linker Zulauf zum Deilbach
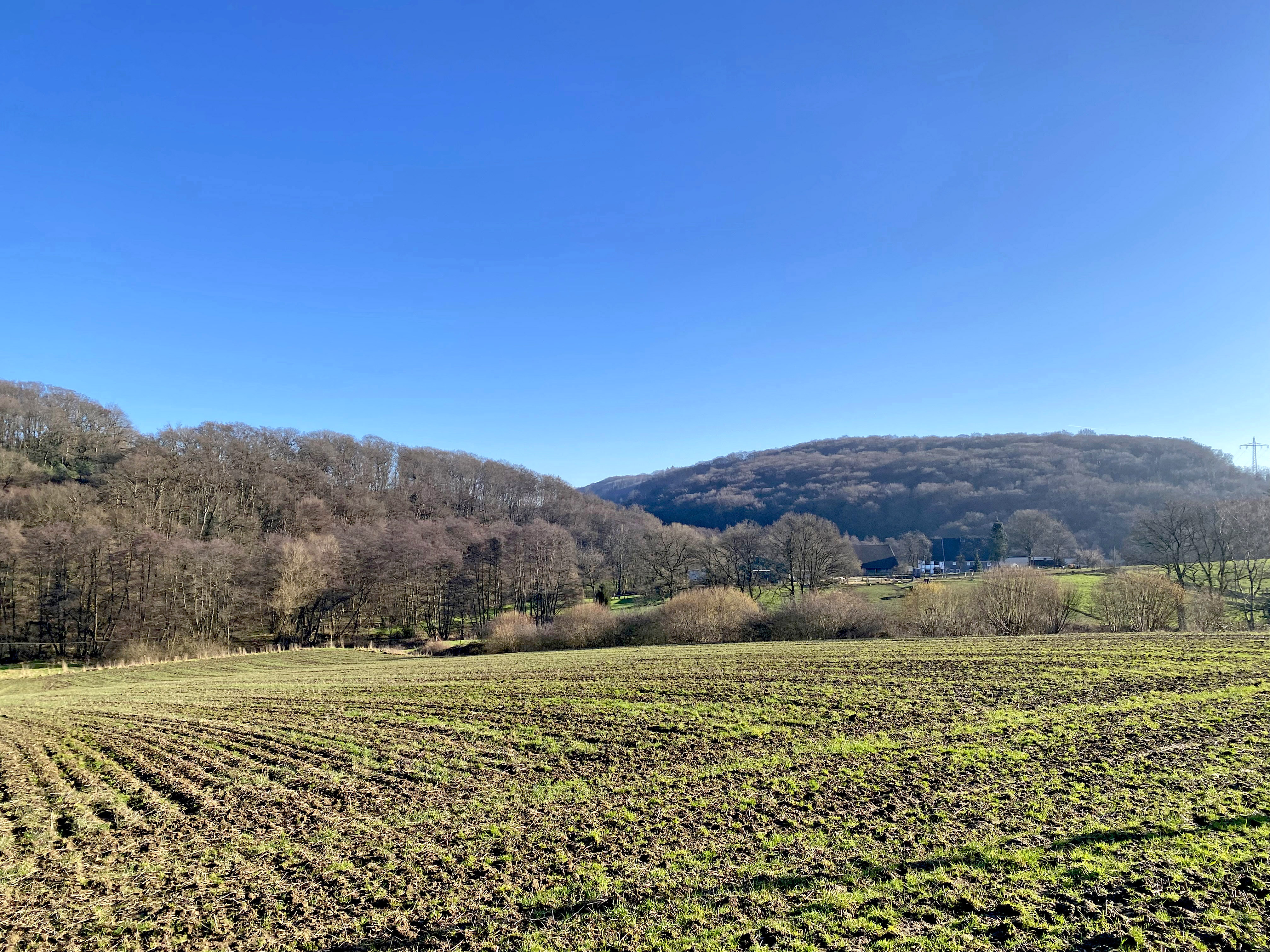
Deilbachtal zw. Stopsen und Wollbruchsmühle
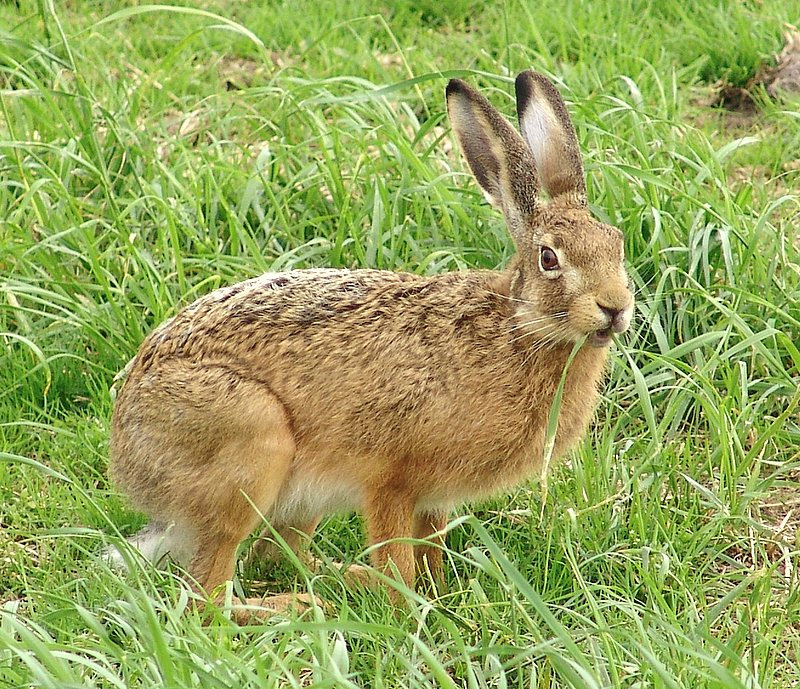
Feldhase
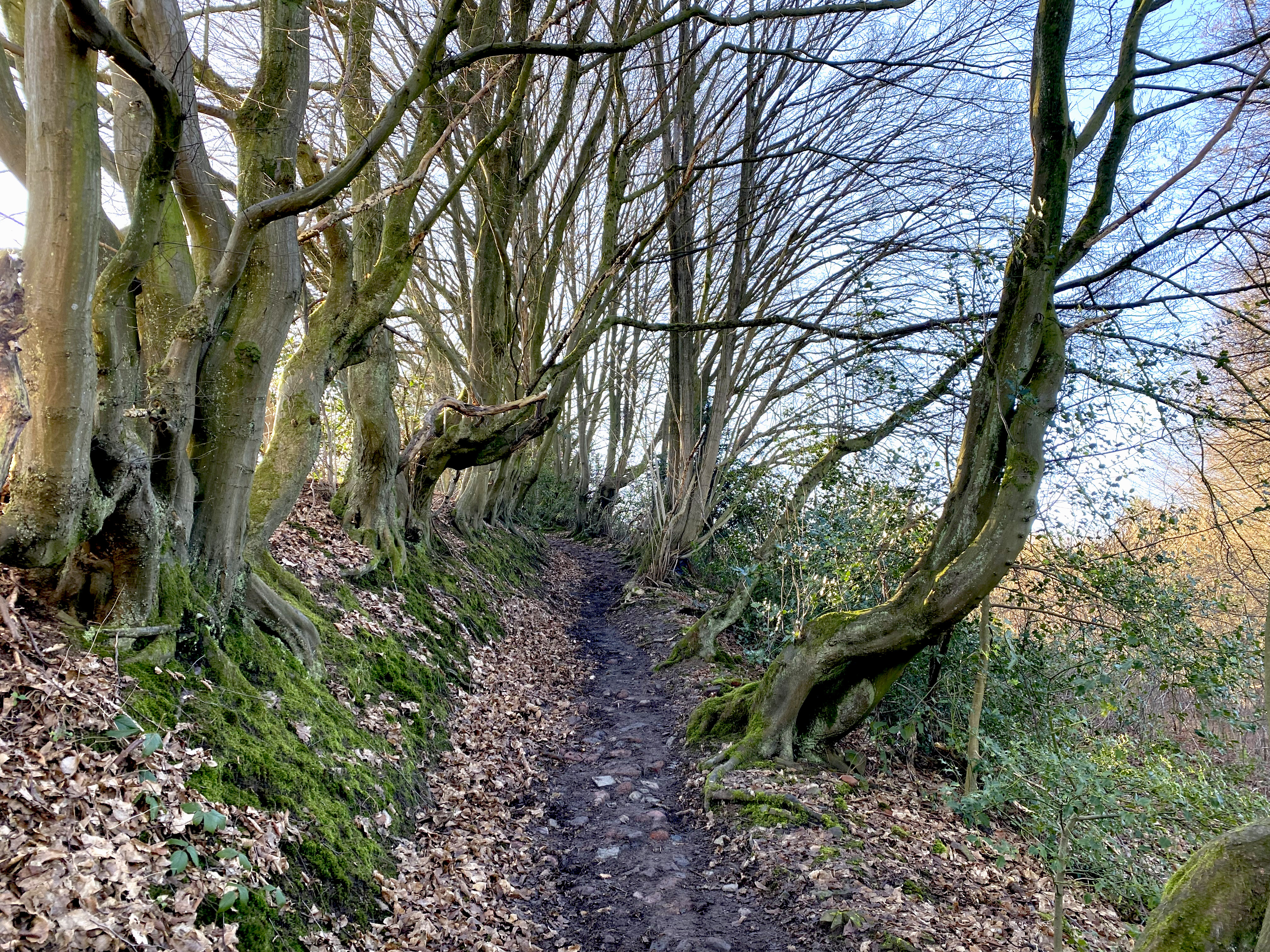
Alten Hainbuchen säumen den Hohlweg nach Stopsen